# Titanato di calcio
Il titanato di calcio è un composto inorganico del titanio e del calcio con formula chimica CaTiO3. Come minerale, prende il nome di perovskite, dal nome del mineralogista russo Lev Alekseevič Perovskij (1792-1856). È un solido incolore, diamagnetico, sebbene il minerale sia spesso colorato a causa delle impurità.

## Sintesi
Il titanato di calcio può essere preparato dalla combinazione di ossido di calcio (CaO) e diossido di titanio (TiO2) a temperature superiori ai 1300 °C. I processi sol-gel sono stati utilizzati per produrre una sostanza più pura, oltre ad abbassare la temperatura di sintesi. Questi composti sintetizzati sono più comprimibili anche grazie alle polveri del processo sol-gel e lo avvicinano alla sua densità calcolata (~4,04 g/ml).

## Struttura
Il titanato di calcio si ottiene come cristalli ortorombici, più specificamente hanno la struttura della perovskite. In questo motivo, i centri del Ti(IV) sono ottaedrici e i centri dello ione Ca2+ occupano un reticolo di 12 centri di ossigeno. Molti materiali utili adottano strutture correlate (come il titanato di bario) o variazioni della struttura (come l'ossido di ittrio bario e rame).

## Applicazioni
Il titanato di calcio ha relativamente poco valore se non come uno tra i tanti minerali di titanio. Si riduce a dare titanio metallico o leghe di ferrotitanio.